# Masoveria de Can Cendra
La masoveria de Can Cendra és un edifici d'Anglès inclòs a l'Inventari del Patrimoni Arquitectònic de Catalunya.

## Descripció
La casa del costat esquerre del carrer d'Avall formada per dos habitatges, el número 27 i el 29, unificats en la façana pel ràfec. Està situada entre mitgeres té dues plantes i golfes i teulada de dues aigües amb vessant a façana. Respon a la tipologia de casa medieval.
La planta baixa està formada per dos portals i una finestra. El portal de la casa del número 27 és un arc de mig punt adovellat de pedres mitjanes de granit i muntants de pedra sorrenca. Al costat hi ha una finestra de pedra amb la llinda monolítca. El portal de la casa del número 29 és de llinda horitzontal i monolítica amb motllures i impostes corbades.
El primer pis té tres finestres. De les de la crugia del número 27 s'ha retirat la més gran, ja que s'estan fent obres a l'interior. Aquesta és, per documentació fotogràfica, d'ampit motllurat, muntants i llinda de pedra, la més gran de l'edifici. Per llinda té tres arquets de mig punt sense suports columnats i decoració geomètrica a sobre, formada per tres rosetons. La finestra petita és emmarcada de pedra i de llinda monolítica. La finestra de la crugia del número 29 té una finestra amb ampit, muntants, impostes i llinda horitzontal monolítcs. Les impostes estan avançades i tenen un dels angles interiors tallat en forma de quart de cercle.
El segon pis té també dues finestres rectangulars. La de la crugia del número 29 és una finestra de pedra amb llinda en forma d'arc de mig punt amb decoració central trinagular.
El ràfec, un pèl avançat, deixa entreveure un seguit de sis bigues de fusta i rajoles pintades amb motius reticulars marrons i blancs.

## Història
La Masoveria de Can Cendra, altrament dita Can Ciscot, formava part de l'antiga propietat de Can Cendra, la casa del costat molt reformada durant la primera meitat del segle xx.